# Лукиљо (Порторико)
Лукиљо (шп. Luquillo) је општина у америчкој острвској територији Порторико, острвској држави Кариба.

## Демографија
По попису из 2010. године број становника је 20.068, што је 251 (1,3%) становника више него 2000. године.
| Група             | 2000.          | 2010.          |
| Белци             | 386 (1,9%)     | 287 (1,4%)     |
| Афроамериканци    | 2.545 (12,8%)  | 4.166 (20,8%)  |
| Азијати           | 62 (0,3%)      | 36 (0,2%)      |
| Хиспаноамериканци | 19.327 (97,5%) | 19.651 (97,9%) |
| Укупно            | 19.817         | 20.068         |